# H.E.R.O.I.N.
H.E.R.O.I.N. è un album del 2010 dei Motel Connection.

## Tracce
1. Automatic – 3:35
2. Uppercut – 4:38
3. I would prefer not – 4:09
4. Shadows and fire – 4:13
5. All right – 5:23
6. File me away – 5:24
7. H.E.R.O.I.N. – 3:46
8. Boy and girl (remix 2010) – 3:48
9. Sun – 5:05
10. Heal – 4:31

## Formazione
- Samuel
- Pisti
- Pierfunk